# 648. pehotni polk (Wehrmacht)
Za druge 648. polke glejte 648. polk.
648. polk (izvirno nemško Infanterie-Regiment 648) je bil eden izmed pehotnih polkov v sestavi redne nemške kopenske vojske med drugo svetovno vojno.

## Zgodovina
Polk je bil ustanovljen 10. marca 1940 kot polk 9. vala kot Landesschützen-Regiment Oberost pri Tarnowu; polk je bil del 365. pehotne divizije.
10. julija 1940 je bila znotraj polka ustanovljen 648. stražni bataljon.
6. avgusta istega leta je bil polk razpuščen v Ulmu; enote so bile razporejeni k Heimatwachu za potrebe straže vojnih ujetnikov v Freisingu.